# Acacia stipellata
Acacia stipellata é uma espécie de leguminosa do gênero Acacia, pertencente à família Fabaceae.